# Peter Byrne
Peter John Byrne (ur. 24 lipca 1951 na Manhattanie) – amerykański duchowny rzymskokatolicki, biskup pomocniczy Nowego Jorku od 2014.

## Życiorys
Święcenia kapłańskie otrzymał 1 grudnia 1984 z rąk kardynała Johna O’Connora. Inkardynowany do archidiecezji nowojorskiej, pracował głównie w parafiach na terenie dzielnic Bronx i Manhattan.
14 czerwca 2014 papież Franciszek mianował go biskupem pomocniczym archidiecezji Nowy Jork i biskupem tytularnym Cluain Iraird. Sakry udzielił mu 4 sierpnia 2014 kardynał Timothy Dolan.